# Серебренников, Евгений Александрович
Евгений Александрович Серебренников (род. 22 апреля 1954) — генерал-полковник внутренней службы, заместитель министра по делам гражданской обороны, чрезвычайным ситуациям и ликвидации последствий стихийных бедствий (2002—2006), член Совета Федерации (2006—2018).

## Биография
В 1974 году окончил Ленинградское пожарно-техническое училище МВД СССР, в 1979 — Высшую инженерную пожарно-техническую школу МВД СССР. Кандидат технических наук, действительный член Академии проблем безопасности, обороны и правопорядка.

С 1974 — инспектор военизированной пожарной части № 7 Управления пожарной охраны УВД Мособлисполкома. С 1979 года служил в межрайонной школе подготовки младшего и среднего начальствующего состава пожарной охраны УПО ГУВД Мособлисполкома: преподаватель спецдисциплин, с 1981 — старший преподаватель. С 1985 по 1991 годы служил в Государственном управлении пожарной охраны МВД СССР (инженер-инспектор, старший инженер-инспектор, начальник отделения, заместитель начальника отдела, начальник отдела). 
В 1992 году назначен заместителем начальника Управления аварийно-спасательной службы МВД РСФСР. С 1991 по 1995 год служил в Противопожарной аварийно-спасательной службе ГУВД Администрации Московской области (начальник подотдела, заместитель начальника службы). В 1995 году назначен начальником главного управления Государственной противопожарной службы МВД России.
В 2002 году, после передачи годом ранее противопожарной службы из ведения МВД в МЧС, назначен заместителем министра. 29 октября 2004 года указом президента Российской Федерации переназначен в звании генерал-полковника внутренней службы заместителем министра Российской Федерации по делам гражданской обороны, чрезвычайным ситуациям и ликвидации последствий стихийных бедствий. В сферу его ответственности вошли реализация государственной политики в области защиты населения и территорий от чрезвычайных ситуаций и пожаров, а также обеспечения безопасности людей на водных объектах; организация экстренного реагирования, оперативного управления и планирования в системе МЧС России при чрезвычайных ситуациях, в том числе организация деятельности дежурно-диспетчерских служб и оперативных служб; совершенствование деятельности территориальных органов МЧС России, войск гражданской обороны, Государственной противопожарной службы, поисково-спасательных формирований и Государственной инспекции по маломерным судам, а также ему поручены вопросы антитеррористической деятельности и мобилизационной готовности министерства.
15 сентября 2006 года Верховный Совет Хакасии избрал Серебренникова представителем законодательного органа государственной власти республики в Совете Федерации на место, освободившееся летом того года после отставки из-за коррупционного скандала Аркадия Саркисяна (за Серебренникова проголосовали 42 депутата, против — 22).
25 сентября 2006 года полномочия Серебренникова были подтверждены Советом Федерации. 18 сентября 2013 года, после выборов Верховного Совета Хакасии шестого созыва, подтверждены вторично.
С октября 2006 по январь 2008 года — заместитель председателя Комитета СФ по обороне и безопасности, с января 2008 по сентябрь 2018 года — первый заместитель председателя этого Комитета. Кроме того, с октября 2006 по март 2009 года, а затем с октября 2009 по ноябрь 2011 года — член Комиссии по контролю за обеспечением деятельности Совета Федерации.
9 сентября 2018 года избран в Верховный Совет Республики Хакасия седьмого созыва, и 19 сентября написал заявление о сложении полномочий сенатора, изъявив намерение остаться хакасским депутатом (в 2013 году он переизбирался от «Единой России»).

## Награды
- орден Мужества (1999)
- орден Почёта (2004)
- Медаль Жукова (1996)
- Юбилейная медаль «300 лет Российскому флоту» (1996)
- Медаль «В память 850-летия Москвы» (1997)
- Медаль «МПА СНГ. 25 лет» (27 марта 2017 года, Межпарламентская ассамблея СНГ) — за заслуги в деле развития и укрепления парламентаризма, за вклад в развитие и совершенствование правовых основ функционирования Содружества Независимых Государств, укрепление международных связей и межпарламентского сотрудничества[6]